# Kriegerdenkmal Pomnitz

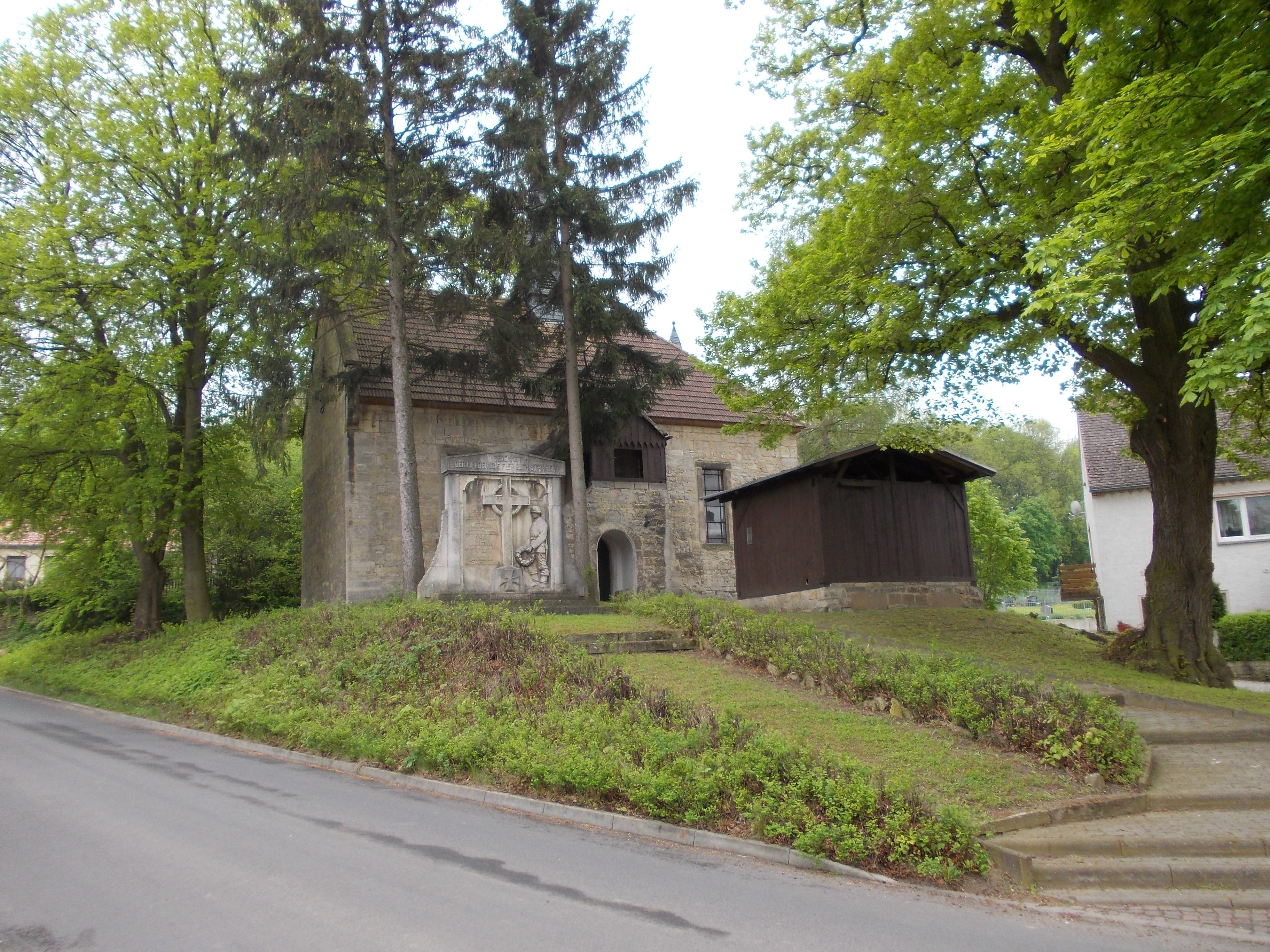
Kriegerdenkmal in Niedermöllern vor der Kirche

Das Kriegerdenkmal Pomnitz ist ein denkmalgeschütztes Kriegerdenkmal im Ortsteil Pomnitz der Gemeinde Lanitz-Hassel-Tal in Sachsen-Anhalt. Im örtlichen Denkmalverzeichnis ist der Gedenkstein unter der Erfassungsnummer 094 95582 als Baudenkmal verzeichnet.
Das Kriegerdenkmal Pomnitz befindet sich in der Nähe der Kirche von Pomnitz. Es handelt sich hierbei um eine Wand aus behauenen Natursteinen für die Gefallenen des Ersten Weltkriegs. Die Vorderseite ist mit einem Kreuz und einem Soldaten verziert. Insgesamt befinden sich drei Inschriften auf dem Denkmal. Die Inschrift im oberen Teil lautet Gedenket der Helden, die fuer euch starben!, auf dem Kreuz Getreu bis zum Tode und im Sockel Ihren tapferen Söhnen in Liebe u. Verehrung die Gemeinde Pomnitz.

## Quelle
- Kriegerdenkmal Pomnitz, abgerufen am 7. September 2017.